# نلیو (بازیکن فوتبال، زاده ۱۹۷۱)
نیلو دا سیلوا میلو (به پرتغالی: Nélio da Silva Melo) هافبک اهل برزیل است که در شهر ریودو ژانیرو و در تاریخ ۲۶ ژانویهٔ ۱۹۷۱ به دنیا آمده‌است.
نیلو دا سیلوا میلو در تیم‌های فوتبال فلامینگو سابقهٔ حضور دارد.